# Dženifera Ģērmane
Dženifera Ģērmane (* 24. März 2003) ist eine lettische Skirennläuferin. Sie startet hauptsächlich in den technischen Disziplinen Riesenslalom und Slalom.

## Karriere
Ģērmane ist die Tochter der früheren sowjetischen Skirennläuferin Ulla Ģērmane und feierte ihr internationales Renndebüt am 30. November 2019 beim FIS Slalom in Sölden, wobei sie dort mit Rang zwei direkt einen Podestplatz belegte. In derselben Saison trat sie auch erstmals bei einem internationalen Großereignis an. Bei den Olympischen Jugend-Winterspielen 2020 im schweizerischen Lausanne schied sie jedoch sowohl im Riesenslalom als auch im Slalom aus.
In den darauffolgenden Jahren startete Ģērmane hauptsächlich bei FIS-Rennen sowie vereinzelt im Europacup. Bei ihrem zweiten Großereignis, den Alpinen Skiweltmeisterschaften 2021 in Cortina d’Ampezzo gelang ihr mit Rang 24 im Slalom ein Achtungserfolg. Nie zuvor hatte sich eine lettische Skirennläuferin besser platziert. Bei den Juniorenweltmeisterschaften desselben Jahres in Bansko erreichte sie jedoch wieder keine Platzierung. Sowohl im Riesenslalom als auch im Slalom schied sie aus.
Am 10. Januar 2023 gab Ģērmane beim Slalom von Flachau ihr Debüt im Weltcup. Bei den darauffolgenden Weltmeisterschaften in Courchevel/Méribel gelang ihr erneut eine überraschend starke Platzierung, sie wurde 29. im Slalom. Am 29. Dezember 2023 gewann sie beim Slalom von Lienz erstmals Weltcuppunkte. Sie ist damit nach Lelde Gasūna erst die zweite Skirennläuferin aus Lettland, die dies geschafft hat. Mit ihrem 22. Rang egalisierte sie zudem das beste Ergebnis einer lettischen Skirennläuferin, auch dieses stammte von Lelde Gasūna. Dieses Ergebnis konnte sie am 7. Januar 2024 beim Slalom in Kranjska Gora mit Rang 12 noch übertreffen. Damit ist sie die, nach Weltcupergebnissen, erfolgreichste lettische Skirennläuferin.
Am 12. Januar 2024 gewann Ģērmane ihr erstes Europacuprennen in Zell am See. Es war dies zugleich der erste Sieg für einen lettischen Skirennläufer im Europacup. Nur einen Tag später ließ sie am selben Ort einen zweiten Sieg folgen. Am 16. Januar erzielte sie als Achtplatzierte des Slaloms von Flachau ihr erstes Top-10-Ergebnis im Weltcup. Zwei Wochen später gewann sie bei den Juniorenweltmeisterschaften 2024 die Slalom-Goldmedaille.

## Erfolge

### Weltmeisterschaften
- Cortina d’Ampezzo 2021: 24. Slalom
- Courchevel/Méribel 2023: 29. Slalom

### Weltcup
- 3 Platzierungen unter den besten zehn

### Weltcupwertungen
| Saison  | Gesamt | Gesamt | Slalom | Slalom |
| Saison  | Platz  | Punkte | Platz  | Punkte |
| ------- | ------ | ------ | ------ | ------ |
| 2023/24 | 56.    | 145    | 19.    | 145    |

### Europacup
- 2 Siege

| Datum           | Ort         | Land       | Disziplin |
| --------------- | ----------- | ---------- | --------- |
| 12. Januar 2024 | Zell am See | Österreich | Slalom    |
| 13. Januar 2024 | Zell am See | Österreich | Slalom    |

### Juniorenweltmeisterschaften
- Haute-Savoie 2024: 1. Slalom

### Weitere Erfolge
- 3 Siege bei FIS-Rennen